# Joyce Banda
Joyce Banda (Malemia, 12 aprile 1950) è una politica malawiana.
Ha ricoperto la carica di vicepresidente del Malawi dal 2009 al 2012, quando è divenuta Presidente a seguito della morte del Presidente eletto Bingu wa Mutharika.
Con il sostegno del Partito del Popolo, si è candidata alle elezioni presidenziali del 2014, arrivando al terzo posto con il 20% dei voti.